# Ирисарри
Ирисарри́ (фр. Irissarry) — коммуна во Франции, находится в регионе Новая Аквитания. Департамент — Атлантические Пиренеи. Входит в состав кантона Пеи-де-Бидаш, Амикюз и Остибар. Округ коммуны — Байонна.
Код INSEE коммуны — 64273.

## География

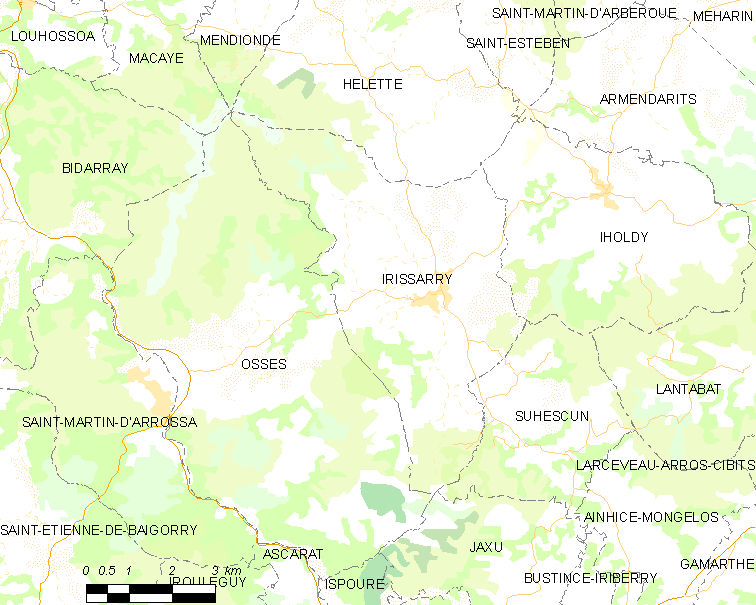
Карта коммуны

Коммуна расположена приблизительно в 690 км к юго-западу от Парижа, в 185 км южнее Бордо, в 70 км к западу от По.

## Климат
Климат тёплый океанический. Зима мягкая, средняя температура января — от +5°С до +13°С, температуры ниже −10 °C бывают редко. Снег выпадает около 15 дней в году с ноября по апрель. Максимальная температура летом порядка 20-30 °C, выше 35 °C бывает очень редко. Количество осадков высокое, порядка 1100 мм в год. Характерна безветренная погода, сильные ветры очень редки.

## Население
Население коммуны на 2010 год составляло 875 человек.
| 1962 | 1968 | 1975 | 1982 | 1990 | 1999 | 2010 |
| ---- | ---- | ---- | ---- | ---- | ---- | ---- |
| 827  | 749  | 761  | 756  | 751  | 731  | 875  |

## Администрация
| Период | Период | Фамилия           | Партия | Примечания |
| ------ | ------ | ----------------- | ------ | ---------- |
| 1995   | 2001   | Бертран Элиссальд |        |            |
| 2001   | 2008   | Жан-Пьер Эндабюрю |        |            |
| 2008   | 2020   | Ксавье Лакост     |        |            |

## Экономика
В 2010 году среди 546 человек трудоспособного возраста (15-64 лет) 438 были экономически активными, 108 — неактивными (показатель активности — 80,2 %, в 1999 году было 67,2 %). Из 438 активных жителей работали 417 человек (227 мужчин и 190 женщин), безработных было 21 (11 мужчин и 10 женщин). Среди 108 неактивных 34 человека были учениками или студентами, 52 — пенсионерами, 22 были неактивными по другим причинам.

## Достопримечательности
- Комтурство, или дом Оспиталья (1607 год). Исторический памятник с 1980 года[4]
- Крест на перекрёстке (XVII век). Исторический памятник с 1986 года[5]

## Фотогалерея

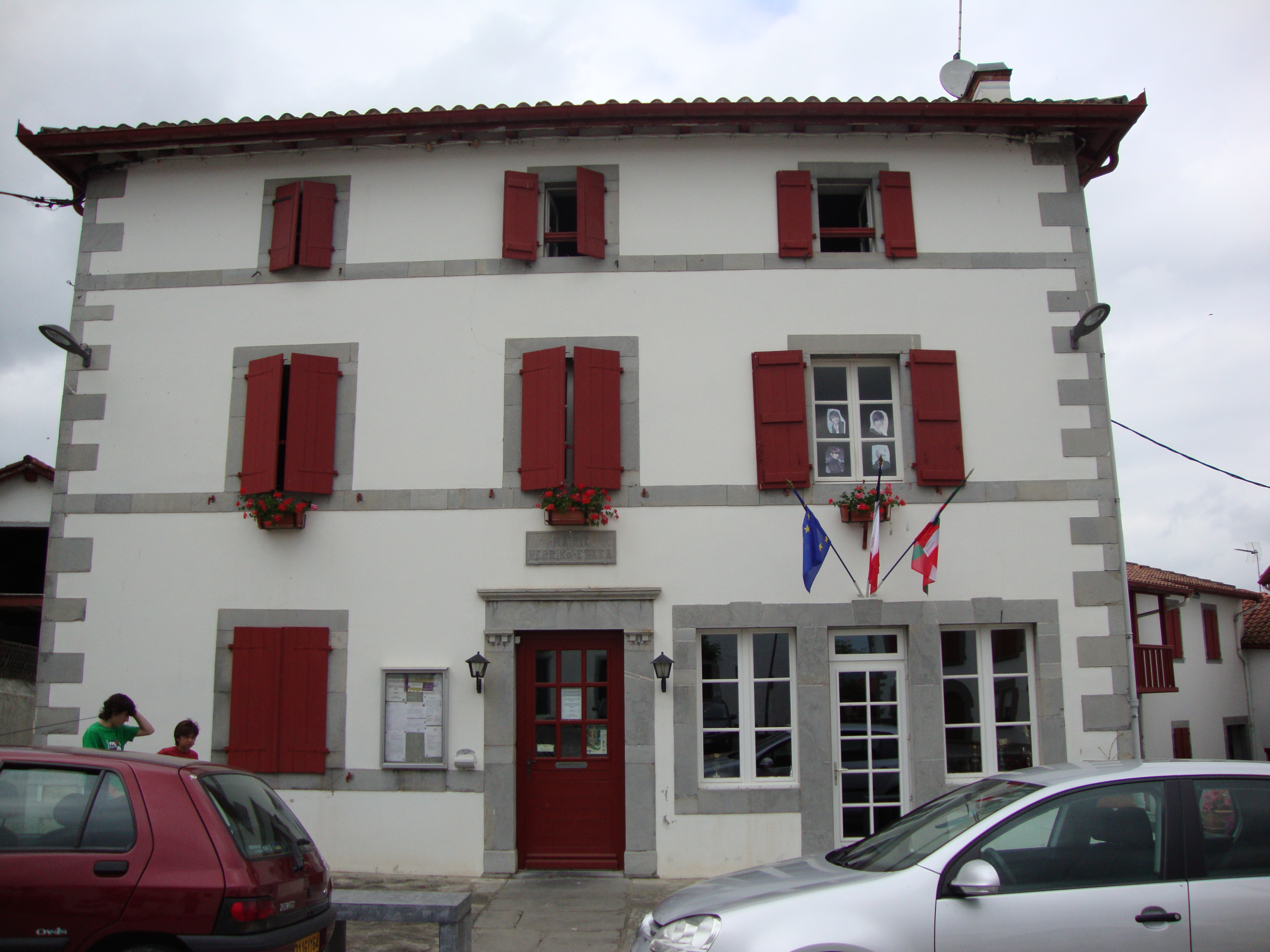
Мэрия
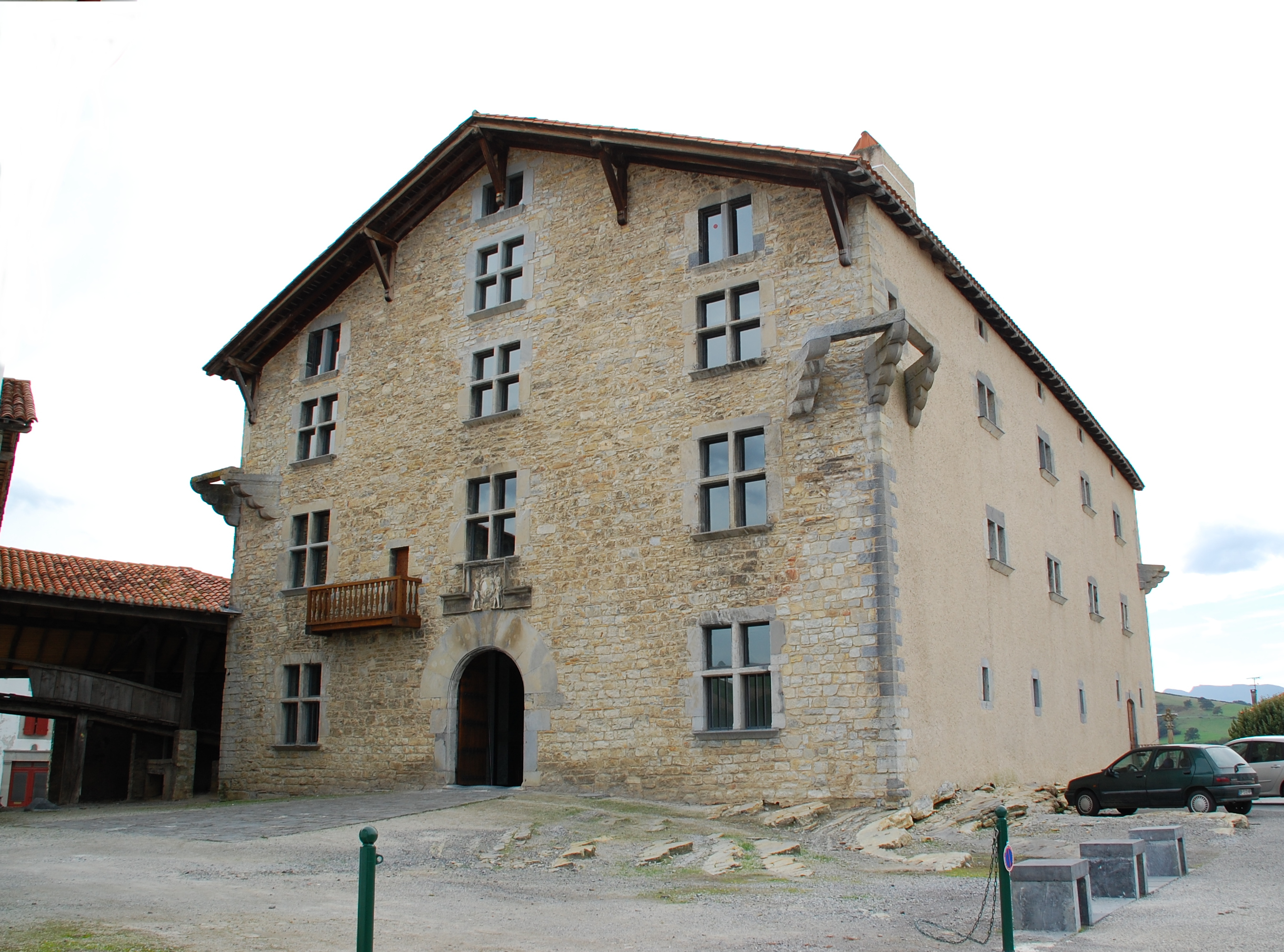
Комтурство Оспиталья
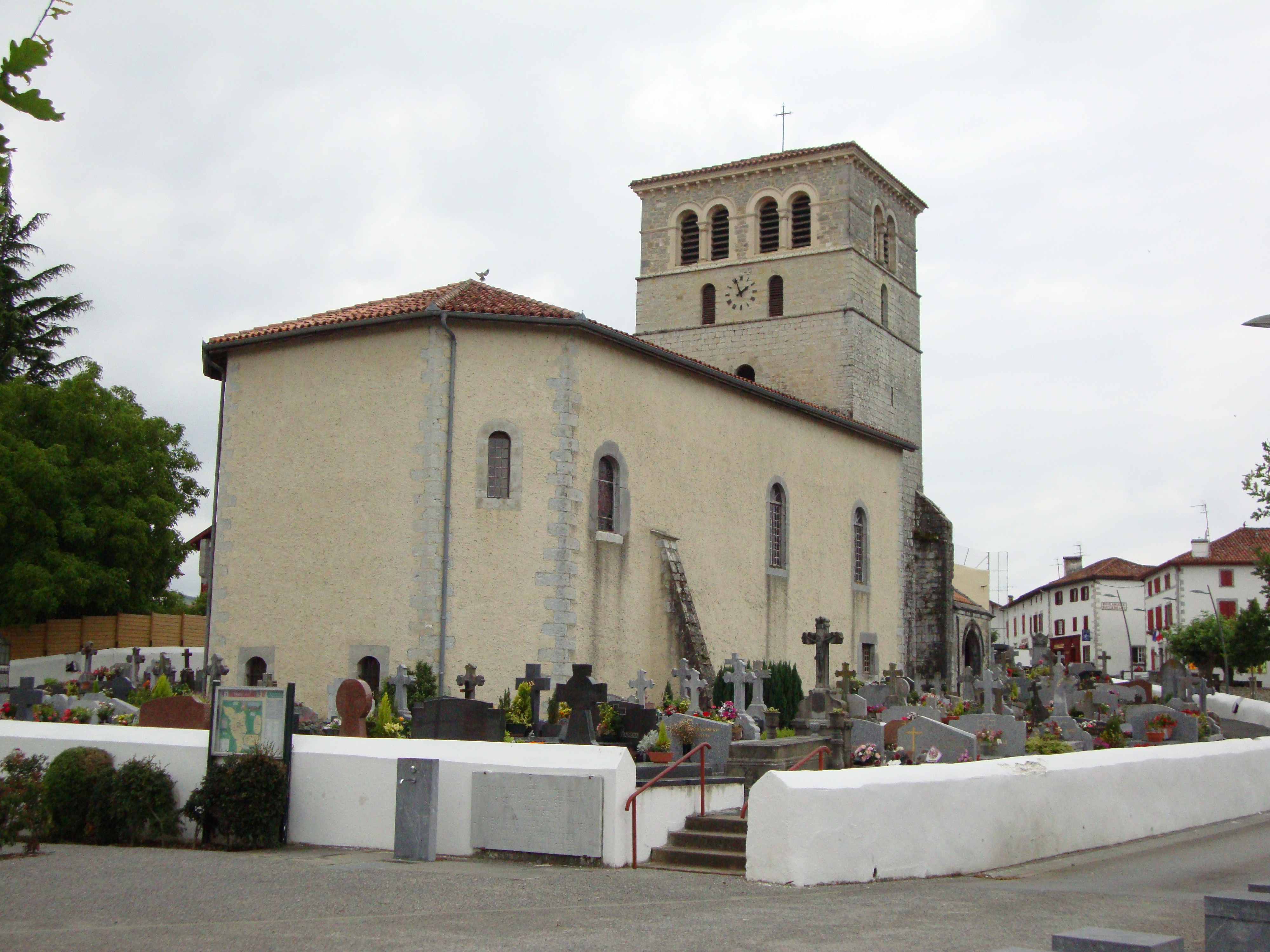
Церковь Св. Иоанна Крестителя
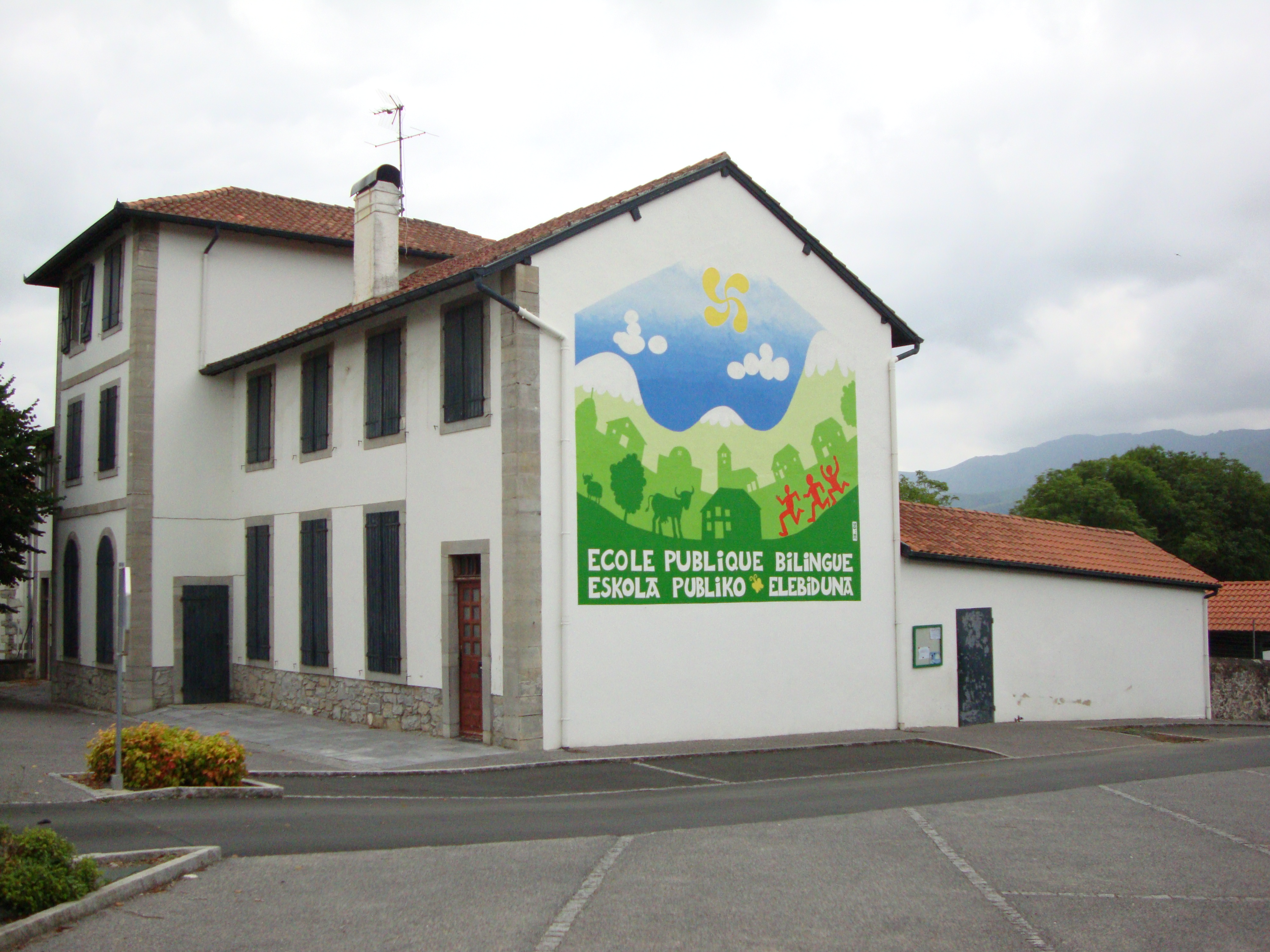
Школа
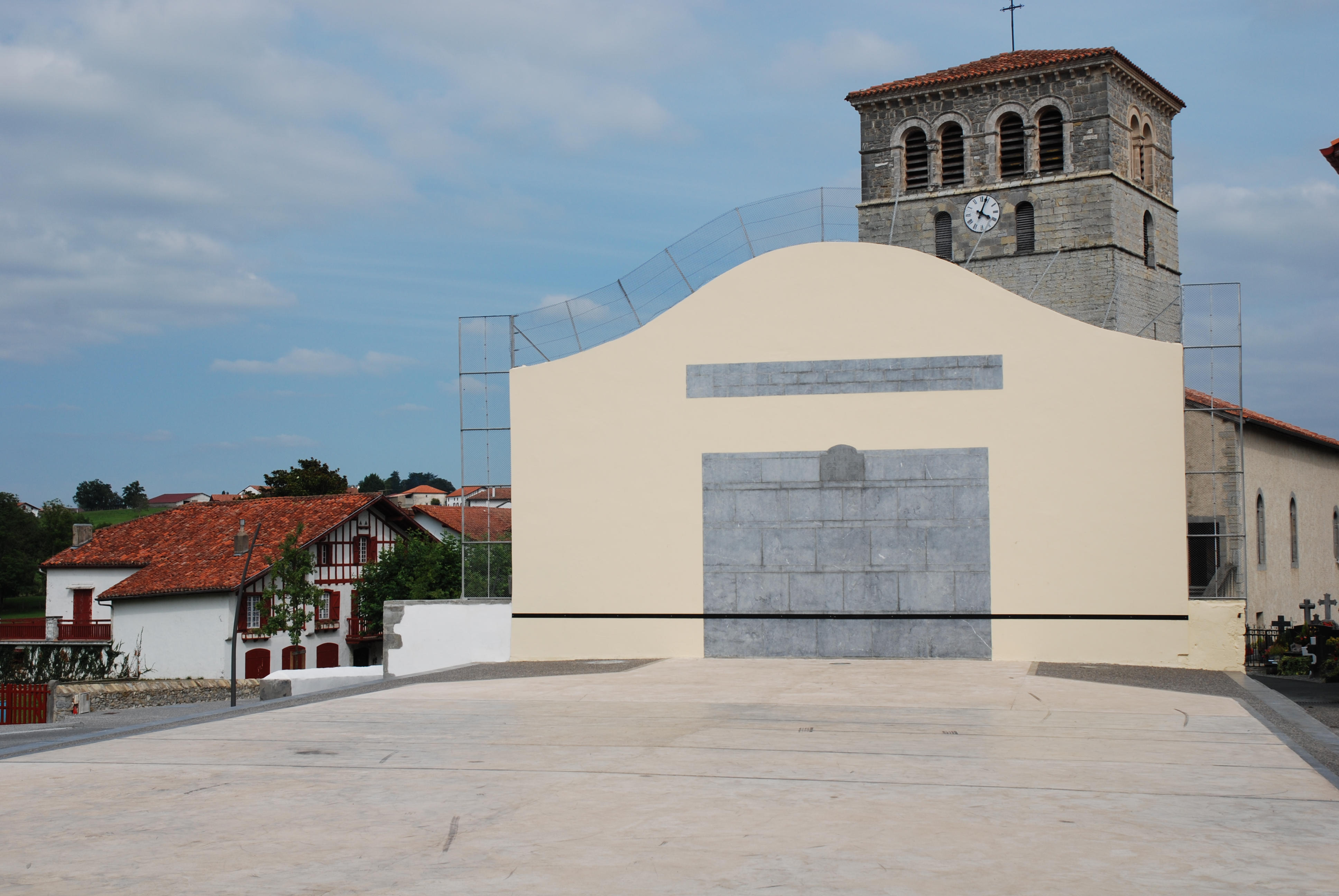
Фронтон (площадка для игры в пелоту)